# 06-XX
Classificazione delle ricerche matematiche: sezioni di livello 1

00-XX 01 03 05 06 08 | 11 12 13 14 15 16 17 18 19 20 22 | 26 28 30 31 32 33 34 35 37 39 40 41 42 43 44 45 46 47 49 | 
 51 52 53 54 55 57 58 | 60 62 65 68 | 70 74 76 78 | 80 81 82 83 85 86 | 90 91 92 93 94 97-XX
In matematica 06-XX è la sigla della sezione di livello 1 dello schema di classificazione MSC dedicata a strutture d'ordine, reticoli e strutture algebriche ordinate.
Questa pagina presenta la struttura ad albero delle sue sottocategorie dei livelli intermedio e dettagliato.

## 06-XX
ordine, reticoli, strutture algebriche ordinate
[vedi anche 18B35]
- 06-00 opere di riferimento generale (manuali, dizionari, bibliografie ecc.)
- 06-01 esposizione didattica (libri di testo, articoli tutoriali ecc.)
- 06-02 presentazione di ricerche (monografie, articoli di rassegna)
- 06-03 opere storiche {!va assegnato almeno un altro numero di classificazione della sezione 01-XX}
- 06-04 calcolo automatico esplicito e programmi (non teoria della computazione o della programmazione)
- 06-06 atti e conferenze .

## 06Axx
insiemi ordinati
- 06A05 ordinamenti totali
- 06A06 ordinamenti parziali, generale
- 06A07 combinatorica degli insiemi parzialmente ordinati
- 06A11 aspetti algebrici degli insiemi parzialmente ordinati [vedi anche 05E25]
- 06A12 semireticoli [vedi anche 20M10] {per i semireticoli topologici, vedi 22A26}
- 06A15 corrispondenze di Galois, operatori di chiusura
- 06A75 generalizzazioni degli insiemi ordinati
- 06A99 argomenti diversi dai precedenti, ma in questa sezione

## 06Bxx
reticoli
[vedi anche 03G10]
- 06B05 teoria strutturale
- 06B10 ideali, relazioni di congruenza
- 06B15 teoria delle rappresentazioni
- 06B20 varietà di reticoli
- 06B23 reticoli completi, completions?completamenti
- 06B25 reticoli liberi, reticoli proiettivi, problemi della parola [vedi anche 03D40, 08A50, 20F10]
- 06B30 reticoli topologici, topologie d'ordine [vedi anche 06F30, 22A26, 54F05, 54H12]
- 06B35 reticoli ed insiemi parzialmente ordinati continui, applicazioni [vedi anche 06B30, 06D10, 06F30, 18B35,  22A26, 68Q10]
- 06B75 generalizzazioni dei reticoli
- 06B99 argomenti diversi dai precedenti, ma in questa sezione

## 06Cxx
reticoli modulari, reticoli complementati
- 06C05 reticoli modulari, reticoli desarguesiani
- 06C10 reticoli semimodulari, reticoli geometrici
- 06C15 reticoli complementati, reticoli ed insiemi parzialmente ordinati ortocomplementati [vedi anche 03G12, 81P10]
- 06C20 reticoli modulari complementati, geometrie continue
- 06C99 argomenti diversi dai precedenti, ma in questa sezione

## 06Dxx
reticoli distributivi
- 06D05 teoria strutturale e teoria della rappresentazione
- 06D10 distributività completa
- 06D15 reticoli pseudocomplementati
- 06D20 algebre di Heyting [vedi anche 03G25]
- 06D22 frames?, locales? {per questioni topologiche vedi 54-XX}
- 06D25 algebre di Post [vedi anche 03G20]
- 06D30 algebre di De Morgan, algebre di Lukasiewicz [vedi anche 03G20]
- 06D35 MV-algebre
- 06D50 reticoli e dualità
- 06D72 reticoli sfumati (algebre soft?morbide) ed argomenti collegati
- 06D75 altre generalizzazioni dei reticoli distributivi
- 06D99 argomenti diversi dai precedenti, ma in questa sezione

## 06Exx
algebre di Boole (anelli booleani)
[vedi anche 03G05]
- 06E05 teoria strutturale
- 06E10 condizioni catenarie, algebre complete
- 06E15 spazio di Stone e costruzioni collegate
- 06E20 proprietà di teoria degli anelli [vedi anche 16E50, 16G30]
- 06E25 algebre di Boole con operazioni addizionali (algebre diagonalizabili ecc.) [vedi anche 03G25, 03F45]
- 06E30 funzioni booleane [vedi anche 94C10]
- 06E75 generalizzazioni delle algebre booleane
- 06E99 argomenti diversi dai precedenti, ma in questa sezione

## 06Fxx
strutture ordinate
- 06F05 semigruppi e monoidi ordinati [vedi anche 20Mxx]
- 06F07 quantali?
- 06F10 reticoli noetheriani
- 06F15 gruppi ordinati [vedi anche 20F60]
- 06F20 gruppi abeliani ordinati, gruppi di Riesz, spazi lineari ordinati [vedi anche 46A40]
- 06F25 anelli ordinati, algebre ordinate, moduli ordinati {per i campi ordinati, vedi 12J15} [vedi anche 13J25, 16W80]
- 06F30 reticoli topologici, topologie d'ordine [vedi anche 06B30, 22A26, 54F05, 54H12]
- 06F35 algebre BCK, algebre BCI [vedi anche 03G25]
- 06F99 argomenti diversi dai precedenti, ma in questa sezione